# 李福源

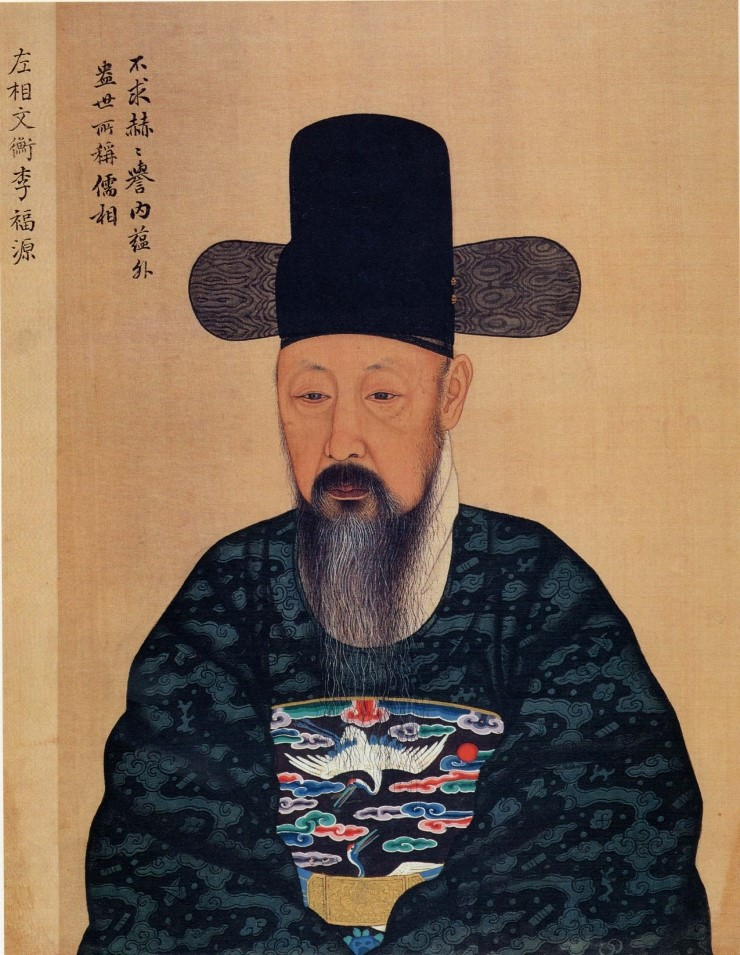
李福源

李福源（：／ Yi Bok-won，1719年—1792年），字綏之，號雙溪，朝鮮王朝文臣。本貫延安李氏。
李福源是李廷龜的六世孫。英祖年間戊午司馬、甲戌增廣文科及第。歷任司憲府持平、司諫院獻納、集賢殿校理、承旨、副制詔、吏曹參議、禮曹參判、兵曹參判、吏曹參判、大司成、大司諫、大司憲、大提學、刑曹判書、右參贊、兵曹判書、漢城府判尹、藝文館提學、工曹判書等職。正祖年間，任右議政，後升左議政，此後改任領中樞府事並卒於任上。
根據《朝鮮王朝實錄》記載，李福源「淸愼恬靜有守。爲文章，主理致，典重、溫厚, 不事騖眩。詞命，殆近世最。」他與金熤同時拜相, 二人皆被服儒素、篤於內行，世以「兩相」稱之。死後諡文靖，配享正祖廟庭。